# Wlada Alexandrowna Tschigirjowa

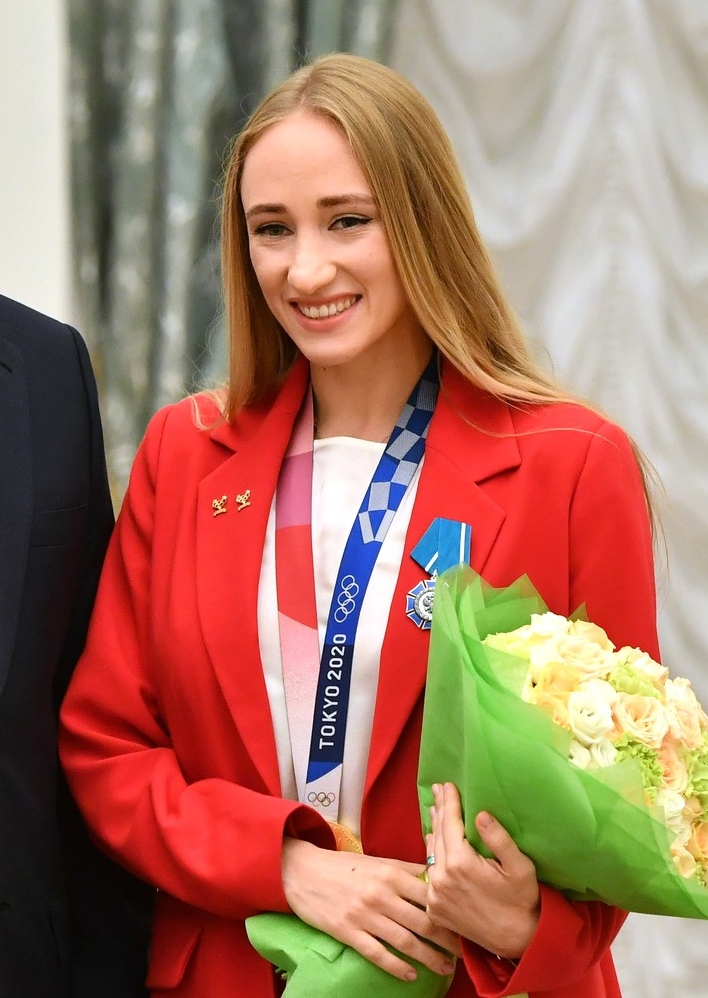
Wlada Alexandrowna Tschigirjowa, 2021

Wlada Alexandrowna Tschigirjowa (russisch Влада Александровна Чигирёва; * 18. Dezember 1994 in Rostow am Don) ist eine russische Synchronschwimmerin.

## Erfolge
Sie gewann bei den Olympischen Spielen 2016 mit dem russischen Team die Goldmedaille in der Teamwertung. 2013 und 2015 als Mitglied des russischen Teams siegte Tschigirjowa bei der Weltmeisterschaft; 2014 und 2016 war Tschigirjowa mit dem russischen Team Europameisterin.